# Zamorano
Zamorano är en ort i Mexiko.   Den ligger i kommunen Huichapan och delstaten Hidalgo, i den sydöstra delen av landet, 120 km norr om huvudstaden Mexico City. Zamorano ligger 2 030 meter över havet och antalet invånare är 266.
Terrängen runt Zamorano är kuperad åt nordost, men åt sydväst är den platt. Runt Zamorano är det ganska glesbefolkat, med 48 invånare per kvadratkilometer. Närmaste större samhälle är Huichapan, 7,5 km söder om Zamorano. I omgivningarna runt Zamorano växer huvudsakligen savannskog.